# Julian Kinasiewicz
Julian Józef Kinasiewicz (ur. 27 stycznia 1879 w Olszanicy, zm. 1940) – major lekarz weterynarii Wojska Polskiego, ofiara zbrodni katyńskiej.

## Życiorys
Urodził się 27 stycznia 1879 w Olszanicy, w rodzinie Jana. Kształcił się w C. K. Gimnazjum w Złoczowie (klasa I), później w C. K. IV Gimnazjum we Lwowie, które ukończył w 1898.
Ukończył studia na Akademii Medycyny Weterynaryjnej we Lwowie z tytułem lekarza weterynarii.
Został awansowany do stopnia kapitana lekarza weterynarii ze starszeństwem z dniem 1 czerwca 1919. W 1923, 1924 jako oficer nadetatowy Kadry Okręgowego Szpitala Koni VI pełnił stanowisko starszym lekarzem weterynarzem 12 pułku artylerii polowej w Złoczowie. Został awansowany do stopnia majora lekarza weterynarii ze starszeństwem z dniem 1 stycznia 1928. Na przełomie lat 20./30. pozostawał starszym lekarzem weterynarzem w 12 pułku artylerii polowej. Z dniem 28 lutego 1933 został przeniesiony w stan spoczynku. Jako emerytowany oficer zamieszkiwał nadal w Złoczowie.
Po wybuchu II wojny światowej, kampanii wrześniowej i agresji ZSRR na Polskę został wzięty do niewoli i poniósł śmierć w obozie jenieckim.

## Odznaczenia
- Złoty Krzyż Zasługi – 10 listopada 1938 „za zasługi w służbie wojskowej”[16][17]